# Sybille Brunner
Sybille Brunner (* in Kufstein) ist eine österreichische Journalistin und Fernsehmoderatorin.

## Karriere
Nach der Matura in Innsbruck studierte sie Betriebswirtschaft. Während des Studiums arbeitete sie als Moderatorin für diverse Radio-Stationen, wie „Antenne Austria“ und „Radio Transalpin“, sowie als Journalistin für die „Tiroler Tageszeitung“ in den Ressorts Landespolitik und Chronik.
Das Studium brach sie ab, als sie im Sommer 1992 zum ORF Tirol wechselte. Dort arbeitete sie zunächst als Reporterin und Chefin vom Dienst der Radio-Informationssendungen. Später begann sie als Chefin vom Dienst und Gestalterin bei der täglichen Bundesland-Nachrichtensendung Tirol heute. Derzeit moderiert sie auch diese Sendung.
Seit 2013 ist Sybille Brunner außerdem verantwortliche Redakteurin und Moderatorin des Diskussionsformats „Studio 3 ARENA“ im ORF-Landesstudio Tirol, in der die Gäste kontroverse Standpunkte zu aktuellen Themen aus den Bereichen
Politik, Wirtschaft oder Gesellschaft äußern.
Brunner moderiert die alljährliche „Tiroler Sportlerwahl“, eine Kooperation zwischen ORF Tirol und Tiroler Tageszeitung, bei der die beliebtesten Sportlerinnen und Sportler des jeweiligen Jahres gekürt werden.
Sie moderierte auch das Neujahrskonzert des Tiroler Symphonieorchesters.
Sie lebt in der Nähe von Innsbruck.